# Ràdio Televisió Valenciana
Ràdio Televisió Valenciana (RTVV) (en français : « Radio Télévision valencienne ») était un organisme dépendant de la Généralité valencienne chargé de la production et de la diffusion des produits audiovisuels.

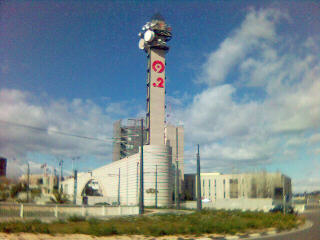
Siège central de la RTVV à Burjassot.

Créée en 1988, il est fermé en 2013 en raison de sa mauvaise situation budgétaire.

## Histoire
La loi de création de la RTVV est approuvée par le Parlement valencien le 4 juillet 1984. C'est cependant en mars 1988 qu'est constitué son conseil d'administration est constitué en mars 1988 et son premier directeur général est nommé un mois plus tard par le Conseil de la Généralité.
La loi établit la gestion des services de radio et télévision à travers deux entreprises publiques sous forme de deux sociétés anonymes, Televisió Autonòmica Valenciana S.A. et Ràdio Autonomia Valenciana S.A., toutes deux dépendantes de l’entité RTVV, elle-même sous le contrôle et financement de la Généralité. Les essais de diffusion télévisée ont lieu le 5 septembre 1989 et les émissions régulières débutent le 9 octobre suivant.
Le 6 novembre 2013, le gouvernement valencien décide de fermer l'ensemble de la Radio Télévision valencienne, pour des raisons budgétaires, après avoir accumulé une dette de 1,2 milliard d'euros. Cette décision intervient après l'annulation par la justice du licenciement de 1 000 des 1 700 salariés de la RTVV. L'ensemble des chaînes cessent d'émettre le 29 novembre suivant.
Le Parti populaire valencien rejette la possibilité d’une enquête concernant la dette accumulée par l’entité publique.
L’entité, notamment la chaîne télévisée Canal Nou, a fait l’objet de multiples dénonciations pour des irrégularités de gestion, manque d’objectivité et manipulation informative.